# Cotocollao
Cotocollao ist ein Stadtteil von Quito und eine Parroquia urbana in der Verwaltungszone La Delicia im Kanton Quito der ecuadorianischen Provinz Pichincha. Die Fläche beträgt etwa 280 ha. Die Einwohnerzahl lag im Jahr 2010 bei 31.623. Für das Jahr 2019 wurde eine Einwohnerzahl von 38.199 ermittelt.

## Lage
Die Parroquia Cotocollao liegt im Norden von Quito etwa 11 km nordnordöstlich vom Stadtzentrum auf einer Höhe von etwa 2740 m. Die östliche Verwaltungsgrenze verläuft entlang der Calle José Nogales und der Avenida de la Prensa. Die Calle Cristóbal Vaca de Castro begrenzt das Areal im Süden. Im Westen und im Nordwesten bildet die Avenida Mariscal Sucre die Verwaltungsgrenze. Die Calle Machala durchquert das Gebiet anfangs in nördlicher Richtung und wendet sich im Norden der Parroquia nach Westen.
Die Parroquia Cotocollao grenzt im Norden an die Parroquia El Condado, im Osten an die Parroquia Ponceano, im Süden an die Parroquia La Concepción sowie im Westen an die Parroquia Cochapamba.

## Infrastruktur
Im Süden der Parroquia befinden sich die Krankenhäuser Hospital Geriátrico Los Pinos und Hospital Pablo Arturo Suarez. Zentral in der Parroquia liegt die Universidad Tecnológica Indoamérica, im Nordwesten die Universidad de Especialidades Turísticas.

## Barrios
Die Parroquia ist in folgende Barrios gegliedert:
- 23 de Junio
- Bellavista Alta
- Cotocollao Central
- Loma Hermosa
- Los Tulipanes
- Quito Norte
- San José de Jarrín
- Thomas